# Énergie atomique du Canada limitée
Énergie atomique du Canada limitée (EACL) (en anglais Atomic Energy of Canada Limited) est une société de la Couronne canadienne, responsable de la recherche, du développement et de la commercialisation de la technologie nucléaire civile canadienne. Fondée en 1952, l'entreprise, dont le siège social est situé à Mississauga, en Ontario, est surtout connue pour l'industrialisation des réacteurs CANDU, au Canada ou à l'exportation.

## Histoire
Dans les années 1990 et les années 2000, EACL tente de développer une nouvelle génération de réacteurs nucléaires médicaux, les MAPLE (en). En 2008, elle met fin à ce programme qui a coûté environ 350 millions CAD. 
En 2009, EACL emploie environ cinq mille personnes, principalement en Ontario.
En juin 2011, trois secteurs d'activités d'EACL sont vendus à SNC Lavalin pour quinze millions CAD : « les services d'entretien des réacteurs CANDU déjà vendus dans le monde, la prolongation de leur vie utile et la construction de nouveaux réacteurs ».

## Activités

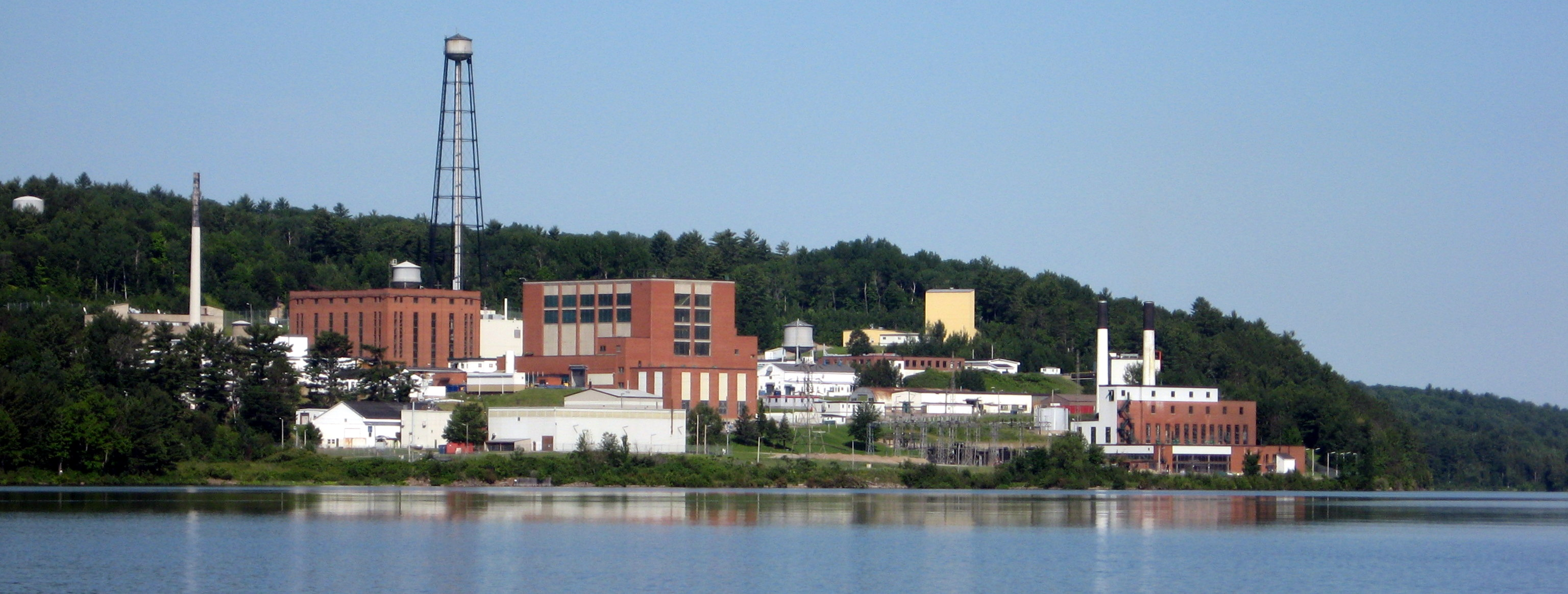
Laboratoires nucléaires de Chalk River, en Ontario.

EACL produit des radioisotopes destinés au secteur de la médecine nucléaire dans les laboratoires nucléaires de Chalk River en Ontario.